# 埃尔吉胡埃拉德尔坎波
埃尔吉胡埃拉德尔坎波，是西班牙卡斯蒂利亚-莱昂萨拉曼卡省的一个市镇。 总面积26平方公里，总人口122人（2001年），人口密度5人/平方公里。